# Фрэнсис, Дайана
Дайана Гейл Фрэнсис (до замужества — Данрод; англ. Diane Gale Francis (Dunrod); род. 31 августа 1968) — сент-китс и невисская легкоатлетка, выступавшая в беге на короткие и средние дистанции. Участница летних Олимпийских игр 1996 года. Первая женщина, представлявшая Сент-Китс и Невис на Олимпийских играх.

## Биография
Дайана Фрэнсис родилась 31 августа 1968 года.
В 1984 году стала бронзовым призёром юниорского Центральноамериканского и Карибского чемпионата по лёгкой атлетике в Сан-Хуане в беге на 200 метров с результатом 24,96 секунды.
В 1986 году участвовала в юниорском чемпионате мира в Афинах, добралась до полуфинала  в беге на 200 метров (24,85) и на 400 метров (56,57).
Дважды выигрывала медали CARIFTA Games в беге на 400 метров: в 1986 году в Лез-Абиме заняла 3-е место  (54,85), в 1987 году в Порт-оф-Спейне — 2-е место (54,04).
В 1987 году выступала на чемпионате мира в Риме. В беге на 400 метров выбыла в четвертьфинале (57,64).
В том же году участвовала в чемпионате мира в помещении в Индианаполисе. В беге на 60 метров в четвертьфинале установила рекорд страны (7,81), но в полуфинале не вышла на старт. В беге на 200 метров выбыла в четвертьфинале, но также установила рекорд Сент-Китса и Невиса (25,28).
В 1996 году вошла в состав сборной Сент-Китса и Невиса на летних Олимпийских играх в Атланте. В беге на 400 метров заняла в 1/8 финала 5-е место, показав результат 52,48 секунды, в четвертьфинале — 7-е место (52,25), уступив 0,91 секунды попавшей в полуфинал с 4-го места Рене Поечке из Австралии. В эстафете 4х400 метров сборная Сент-Китса и Невиса, за которую также выступали Бернадет Прентис, Валма Басс и Тамара Уигли, заняла в полуфинале последнее, 7-е место с результатом 3 минуты 35,12 секунды, уступив 8,30 секунды попавшей в финал с 5-го места сборной Чехии и установив рекорд страны. Была знаменосцем сборной Сент-Китса и Невиса на церемонии открытия Олимпиады.
Фрэнсис стала первой женщиной, представлявшей Сент-Китс и Невис на Олимпийских играх.

## Личный рекорд
- Бег на 400 метров — 51,25 (1990)[5]